# Leonard Hobhouse
Leonard Trelawny Hobhouse (ur. 8 września 1864 w St Ives, zm. 21 czerwca 1929 w Alençon) – brytyjski socjolog, myśliciel i filozof, profesor Uniwersytetu Londyńskiego i Uniwersytetu Oksfordzkiego.
Był przedstawicielem ewolucjonizmu, zwolennikiem liberalizmu w polityce oraz utylitaryzmu w etyce. Zdefiniował nową doktrynę polityczną, socjalliberalizm.

## Życiorys

### Młodość i wykształcenie
Urodził się 8 września 1864 roku w St. Ives w Kornwalii na południowym zachodzie Anglii, jako najmłodszy syn duchownego Reginalda Hobhouse'a i Caroline Trelawny. Jego siostrą była Emily Hobhouse, która jako pierwsza poruszyła temat obozów koncentracyjnych dla Burów w Południowej Afryce.
Wykształcenie podstawowe zdobył w Marlborough College, a następnie studiował Literae humaniores (studia skupione na sztuce antycznej) na Corpus Christi College w Oksfordzie. W 1893 wydał swoją pierwszą książkę The Labour Movement, a trzy lata później Theory of Knowledge. W latach 1887-1897 wykładał filozofię na Uniwersytecie Oksfordzkim.

### Kariera
W 1897 na zaproszenie C. P. Scotta dołączył do redakcji Manchester Guardian (dzisiejszego The Guardian), gdzie do 1901 wraz z Charlesem Montague, pisał artykuły wstępne. W wielu z nich krytykował brytyjski imperializm w Południowej Afryce. W 1911 został redaktorem naczelnym owej gazety. W międzyczasie napisał dwie kolejne książki, Mind in Evolution (1901) oraz Democracy and Reaction (1904).
W 1902 Hobhouse przeprowadził się do Londynu i aktywnie zaangażował się w politykę. W latach 1902-1905 był sekretarzem Związku Wolnego Handlu. W 1906 zdecydował się dołączyć do The Sociological Review, gdzie pełnił funkcję redaktora. W tym samym roku, wraz z Johnem Lawrence'em Hammondem, Henrym Brailsfordem i Philipem Gibbsem, stworzył gazetę o tematyce liberalnej – The Tribune. W 1906 opublikowano jego kolejne dzieło, Morals in Evolution, a dzięki swoim dotychczasowym osiągnięciom, w 1907 został pierwszym profesorem socjologii na Uniwersytecie Londyńskim.
Wraz z wybuchem I wojny światowej w Europie w 1914, z dwoma innymi brytyjskimi dziennikarzami, C.P. Scottem i Charlesem Montague, wzywał brytyjski rząd, aby ten pozostał neutralny w narastającym konflikcie. Mimo to jednak, po dołączeniu Anglii do walk, wyraził swoje wsparcie dla decyzji rządu. W 1917, przerażony skutkami wojny i ilością ofiar, nawoływał do rozpoczęcia negocjacji pokojowych.
Po wojnie Hobhouse napisał swoje kolejne dzieła, takie jak The Metaphysical Theory of the State (1918), The Rational Good (1921), The Elements of Social Justice (1922) i Social Development (1924). W tym czasie, rozczarowany wszechobecną biurokracją, zdecydował się zrezygnować z kariery politycznej.
Zmarł 21 czerwca 1929 w Alençon w Normandii na północy Francji.

## Poglądy
Poglądy filozoficzne Hobhouse'a w połączeniu z jego wiedzą na temat nauk społecznych umożliwiły mu zdefiniowanie nowej doktryny politycznej, socjalliberalizmu.
Był przeciwnikiem leseferyzmu i imperializmu, ponieważ wierzył, że do pewnego stopnia współpraca z rządem jest konieczna, aby w pełni wykorzystać potencjał jednostki. Odrzucił także teorię gradualizmu, gdyż uważał, że prowadzi on jedynie do zwiększenia biurokracji, która hamuje postęp.

## Dzieła
- The Labour Movement (1893)
- Theory of Knowledge: a contribution to some problems of logic and metaphysics (1896)
- Mind in Evolution (1901)
- Democracy and Reaction (1905)
- Morals in Evolution: a Study in Comparative Ethics in two volumes (1906)
- Liberalism (1911)
- Social Evolution and Political Theory (1911)
- Development and Purpose (1913)
- The Material Culture and Social Institutions of the Simpler Peoples (1915)
- Questions Of War And Peace (1916)
- The Metaphysical Theory of the State: a criticism (1918)
- The Rational Good: a study in the logic of practice (1921)
- The Elements of Social Justice (1922)
- Social Development: its Nature and Conditions (1924)
- Sociology and Philosophy: a Centenary Collection of Essays and Articles (1966)